# Lincoln Steffens
Joseph Lincoln Steffens, född den 6 april 1866 i San Francisco, död den 9 augusti 1936 i Carmel, Kalifornien, var en amerikansk journalist. 
Steffens var redaktör för  McClure's Magazine och en viktig gestalt i amerikansk journalistik. Han var författare till The Shame of the Cities.